# Nikola Ogrodníková
Nikola Ogrodníková (ur. 18 sierpnia 1990 w Ostrawie) – czeska lekkoatletka, oszczepniczka i wieloboistka.
Zaczynała od siedmioboju, ale potem wyspecjalizowała się w rzucie oszczepem. Jej największym sukcesem jest srebrny medal mistrzostw Europy w 2018 w Berlinie w tej konkurencji.

## Osiągnięcia
| Rok  | Impreza                                 | Miejsce     | Konkurencja    | Lokata            | Wynik    | Źródło |
| ---- | --------------------------------------- | ----------- | -------------- | ----------------- | -------- | ------ |
| 2007 | Mistrzostwa świata juniorów młodszych   | Ostrawa     | siedmiobój     | 7. miejsce        | 5161 pkt | [ 3 ]  |
| 2007 | Mistrzostwa Europy juniorów             | Hengelo     | siedmiobój     | 3. miejsce        | 5607 pkt | [ 4 ]  |
| 2008 | Mistrzostwa świata juniorów             | Bydgoszcz   | rzut oszczepem | 8. miejsce        | 53,74 m  | [ 5 ]  |
| 2008 | Mistrzostwa świata juniorów             | Bydgoszcz   | siedmiobój     | 22. miejsce       | 4735 pkt | [ 5 ]  |
| 2009 | Mistrzostwa Europy juniorów             | Nowy Sad    | rzut oszczepem | el. – 17. miejsce | 38,50 m  | [ 6 ]  |
| 2011 | Młodzieżowe mistrzostwa Europy          | Ostrawa     | rzut oszczepem | el. – 22. miejsce | 48,04 m  | [ 7 ]  |
| 2014 | Mistrzostwa Europy                      | Zurych      | rzut oszczepem | el. – 20. miejsce | 53,15 m  | [ 8 ]  |
| 2017 | Mistrzostwa świata                      | Londyn      | rzut oszczepem | el. – 19. miejsce | 59,99 m  | [ 9 ]  |
| 2018 | Mistrzostwa Europy                      | Berlin      | rzut oszczepem | 2. miejsce        | 61,85 m  | [ 10 ] |
| 2018 | Puchar interkontynentalny               | Ostrawa     | rzut oszczepem | 7. miejsce        | 56,61 m  |        |
| 2019 | Igrzyska europejskie                    | Mińsk       | rzut oszczepem | 7. miejsce        | 59,49 m  |        |
| 2019 | Mistrzostwa świata                      | Doha        | rzut oszczepem | 11. miejsce       | 57,24 m  | [ 11 ] |
| 2021 | I liga drużynowych mistrzostw Europy    | Kluż-Napoka | rzut oszczepem | 1. miejsce        | 61,86 m  |        |
| 2021 | Igrzyska olimpijskie                    | Tokio       | rzut oszczepem | el. – 16. miejsce | 60,03 m  |        |
| 2022 | Mistrzostwa świata                      | Eugene      | rzut oszczepem | 8. miejsce        | 60,18 m  |        |
| 2022 | Mistrzostwa Europy                      | Monachium   | rzut oszczepem | 12. miejsce       | 54,48 m  |        |
| 2023 | I dywizja drużynowych mistrzostw Europy | Chorzów     | rzut oszczepem | 1. miejsce        | 61,75 m  |        |
| 2023 | Mistrzostwa świata                      | Budapeszt   | rzut oszczepem | el. – 28. miejsce | 54,59 m  |        |
| 2024 | Mistrzostwa Europy                      | Rzym        | rzut oszczepem | 5. miejsce        | 61,78 m  |        |
| 2024 | Igrzyska olimpijskie                    | Paryż       | rzut oszczepem | 3. miejsce        | 63,68 m  |        |

## Rekordy życiowe
- rzut oszczepem – 67,40 m (26 maja 2019, Offenburg)
- siedmiobój – 5607 pkt (22 lipca 2007, Hengelo)[1][2]